# Beechcraft 34 Twin-Quad
Die Beechcraft 34 Twin-Quad war ein Zubringerflugzeug des US-amerikanischen Herstellers Beechcraft, das seinen Erstflug im Jahr 1947 absolvierte.
Der Ganzmetall-Schulterdecker mit Bugradfahrwerk konnte bis zu 20 Passagiere befördern. Dieses größte Flugzeug von Beechcraft gelangte jedoch nicht zur Serienreife.
Ungewöhnlich war zum einen die Auslegung des Antriebs, in der vier Kolbenmotoren auf zwei Propeller wirkten, so dass die Maschine bei flüchtigem Hinsehen wie ein zweimotoriges Flugzeug wirkte, zum anderen das damals eher ungebräuchliche V-Leitwerk.

## Geschichte
Nach Ende des Zweiten Weltkriegs sah Beechcraft eine Marktchance für ein wirtschaftlich zu betreibendes Zubringerflugzeug, das auch von unbefestigten Start- und Landebahnen aus genutzt werden konnte.
Ende 1946 wurde die Entwicklung mit der Erprobung des Motorengetriebes intensiviert.
Der Prototyp mit dem Luftfahrzeugkennzeichen NX90521 absolvierte am 1. Oktober 1947 seinen Erstflug vom Werksflugplatz Beech Factory Airport in Wichita (Kansas). Von Oktober 1947 an wurden bei über 100 Testflügen rund 200 Flugstunden intensiver Erprobung absolviert.
Am 17. Januar 1949 kam es zu einer Notlandung kurz nach dem Start vom Werksflugplatz in Wichita. Der Kopilot kam ums Leben, der Kapitän und zwei Ingenieure überlebten verletzt.1) Der Prototyp wurde irreparabel beschädigt.
1) Nach einer anderen Quelle verstarben bei dem Unfall zwei Besatzungsmitglieder.
Die errechneten Leistungsdaten, wie eine Höchstgeschwindigkeit von 480 km/h, konnten in der Testphase nicht erreicht werden. Der Unfall des Prototyps bewirkte ein Übriges, potentielle Kunden vom Kauf abzuschrecken. Neben einem Exemplar für statische Testzwecke war der Bau eines zweiten fliegenden Exemplars noch begonnen, aber nicht mehr vollendet worden. Der aus diesem Projekt entstandene Verlust belief sich auf sechs Millionen Dollar.

## Konstruktion
Für den Schulterdecker wurde ein fast rechteckiger Ganzmetallrumpf ohne Druckkabine konstruiert. Der Rumpfkiel wurde verstärkt ausgelegt, um die Kräfte auf die Beplankung der Rumpfkonstruktion bei einer Bauchlandung möglichst zu minimieren, was bei einem ungeplanten Fall auch tatsächlich gelang; es kam nur zu geringen Schäden.
Das Fahrwerk bestand aus einem elektrisch einziehbarem Bugradfahrwerk mit – durch die Flügelanordnung bedingt – relativ langen Hauptfahrwerksbeinen.
Für den Antrieb wurde aufgrund der Verfügbarkeit überzähliger Militärtriebwerke eine recht ungewöhnliche Bauweise mit gekoppelten Motoren gewählt. Vier Achtzylinder-Kolbenmotoren mit je 375 PS (280 kW) wurden paarweise quer zur Flugrichtung in den Tragflächen versenkt eingebaut, so dass der Luftwiderstand minimiert werden konnte. Jedes Motorenpaar trieb über zwei individuelle Kupplungen und ein gemeinsames Getriebe einen einzelnen Verstellpropeller an.
Ungewöhnlich für ein Flugzeug dieser Größe war auch die von der Beechcraft Bonanza übernommene Anordnung des Leitwerks als V-Leitwerk.

## Nutzung und Verkauf
Die Kabine war für 20 Passagiere und ihr Gepäck ausgelegt. Zusätzlich konnten rund 454 kg (1000 lbs) Post oder Expressfracht befördert werden. Der geräumige Frachtraum befand sich zwischen Cockpit und Passagierkabine. Auch deren vorderer Teil konnte statt für sechs Passagiere als Frachtraum genutzt werden; die Umrüstung wurde durch eine bewegliche Trennwand mit Tür vereinfacht.
Es zeichnete sich jedoch ab, dass der neue Flugzeugtyp zu teuer würde, um realistische Chancen gegen die zahllosen gebrauchten Militärmaschinen der Muster Lockheed Lodestar, Douglas DC-3 und der eigenen Beechcraft C-45 zu haben, die für Preise zwischen 3500 $ und 35.000 $ auf dem Markt erhältlich waren. Daher kam es nicht zu einer Nutzung der Beechcraft 34 im kommerziellen Einsatz.

## Technische Daten
Aufgrund des Erprobungsabbruchs nach dem Unfall des Prototyps ist ein Teil der Daten in den angegebenen Quellen geschätzt.
| Kenngröße             | Daten                                                                       |
| --------------------- | --------------------------------------------------------------------------- |
| Besatzung             | 3                                                                           |
| Passagiere            | 20                                                                          |
| Länge                 | 16,15 m                                                                     |
| Spannweite            | 21,34 m                                                                     |
| Höhe                  | 5,18 m                                                                      |
| Flügelfläche          | 60,38 m²                                                                    |
| Flügelstreckung       | 7,5                                                                         |
| Nutzlast              | ca. 2200 kg                                                                 |
| max. Startmasse       | 8845 kg                                                                     |
| Reisegeschwindigkeit  | 290 km/h oder 157 kts in 2440 m (8000 ft) Höhe                              |
| Höchstgeschwindigkeit | 368 km/h oder 199 kts in 2440 m (8000 ft) Höhe                              |
| Dienstgipfelhöhe      | 7010 m oder 23.000 ft                                                       |
| Reichweite            | 2333 km oder 1260 NM                                                        |
| Triebwerke            | 4 luftgekühlte 8-Zylinder-Boxermotoren Lycoming GSO-580, je 375 PS (280 kW) |